# 戸山ハイツ

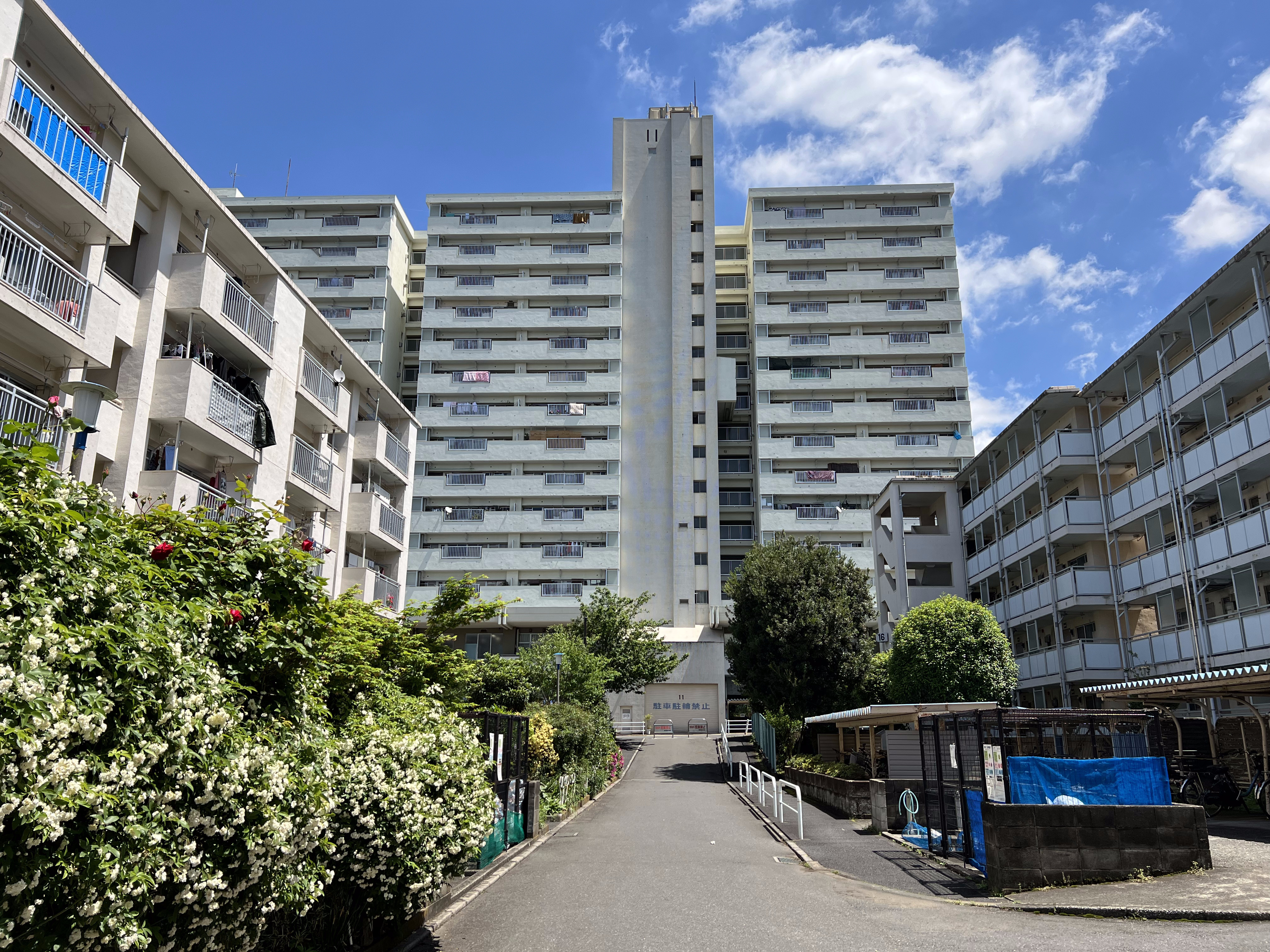
15号棟、11号棟、16号棟

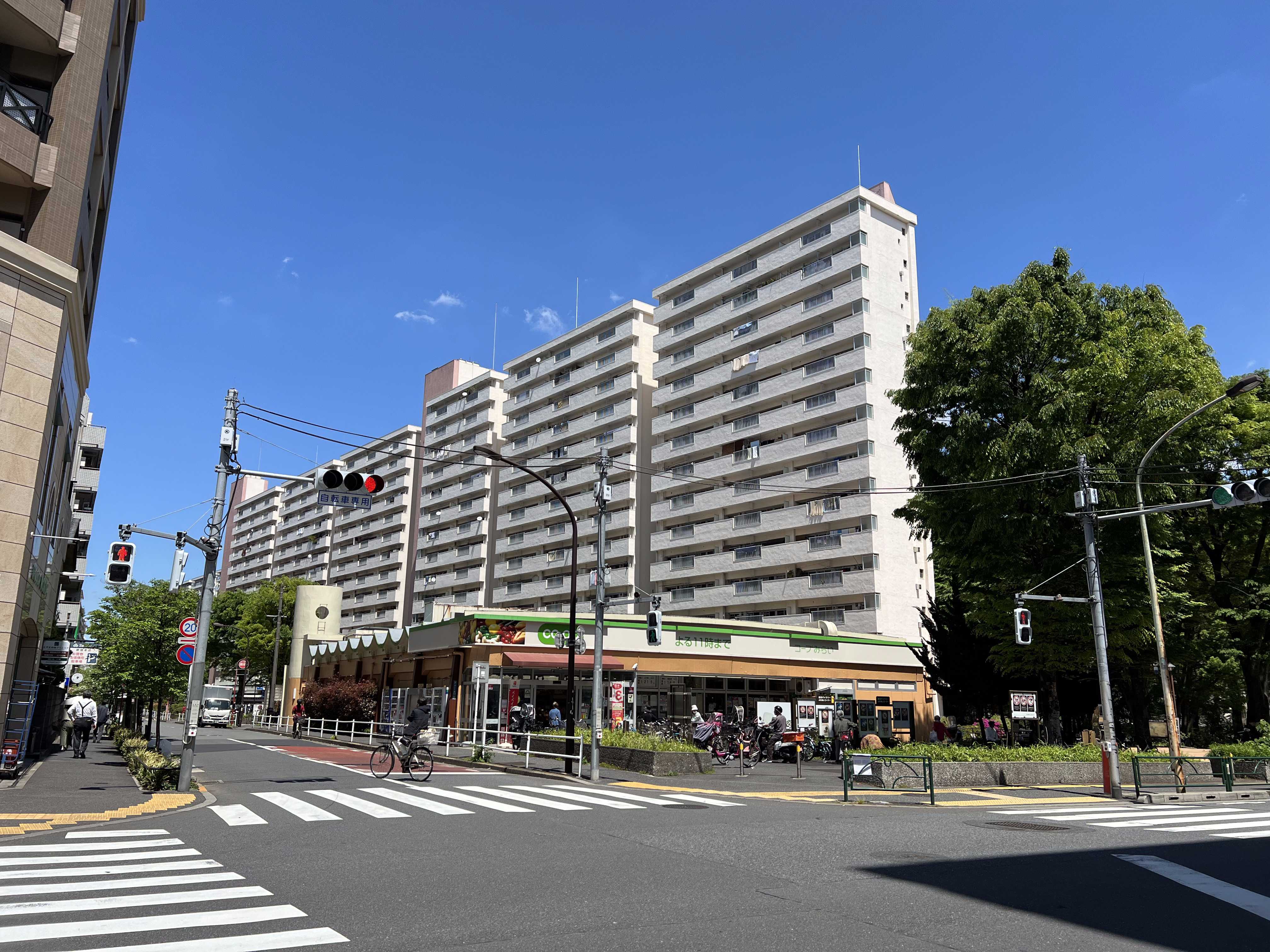
33号棟とコープみらいコープ戸山店

戸山ハイツ（とやまハイツ）は、東京都新宿区戸山2丁目に所在する住宅団地。大部分が都営住宅であるが、一部に東京都住宅供給公社の分譲団地も存在する。都内における大規模団地の先駆け的な存在である。

## 歴史
当地は江戸時代までは尾張徳川家の下屋敷で「戸山山荘」と呼ばれていた庭園もあった。明治時代に入ると、この地には陸軍の各種学校（陸軍戸山学校、陸軍軍医学校、陸軍幼年学校）が置かれた。第二次世界大戦中に都市計画公園としての計画が決定していたが、戦後にGHQの提唱により、戦後の住宅難の問題を解消すべく、当地に都市計画公園計画されていた246,922.5平方メートルのうち、4割にあたる109,520平方メートルに越冬応急住宅が建設されることになった。
戸山公園（箱根山地区）に囲まれるように1号地から8号地に分けられ、木造平屋建て住宅1,052戸が建設され、道路や店舗、公共施設が整備された。1948年に入居申し込み受付が開始。募集約1,000戸に対して34,999件の申し込みがあり、倍率は約35倍の狭き門となった。
1948年の大卒の初任給は約3,000円の時代、当時の戸山ハイツの家賃は約1,000円とかなりの高額で、居住者は高所得者層が多かったようである。なお当時の公営住宅は、現在のような低所得者層への社会福祉的な位置づけではなく、家賃支払能力を有する勤労者層向けに賃貸住宅の大量供給を目的としていた（公営住宅#歴史も参照）。
1960年代以降になると、防災・耐火性の観点から中高層住宅への建て替えの必要性が認識されるようになり、1960年には1,800戸の中層住宅にする案が出されたが、住民との意見の相違や住宅需要の増加により、1970年には33棟3,354戸の大規模な高層住宅群にする計画に変更された。
1968年から1976年にかけて、鉄筋コンクリート造の高層住宅に順次建て替えられ、周辺の公共施設やスーパーマーケットなども拡充されていった。
建て替え後は、3,683戸（うち都営住宅3,348戸）となった。
- 都営戸山ハイツアパート
- 東京都住宅供給公社戸山ハイツ（分譲棟）

### 課題
2024年4月時点で、戸山ハイツには約3,000世帯が入居するが、高齢化率は5割を超える。
どの都営住宅にも言えることだが、戸山ハイツも居住者の高齢化率・単身世帯率が高い。居住者の約半数が50年近く当団地に住んでおり、建て替え前の平屋住宅時代からの居住者も約1割いる。高齢者のいる世帯が約6割もあり、高齢者の単身・夫婦のみ世帯も併せて全体の約4割にのぼるなど、限界団地になりつつある。
また戸山ハイツ自体も、高層住宅への建て替えから50年程度経過しており、建物の老朽化も指摘されている。

## ギャラリー

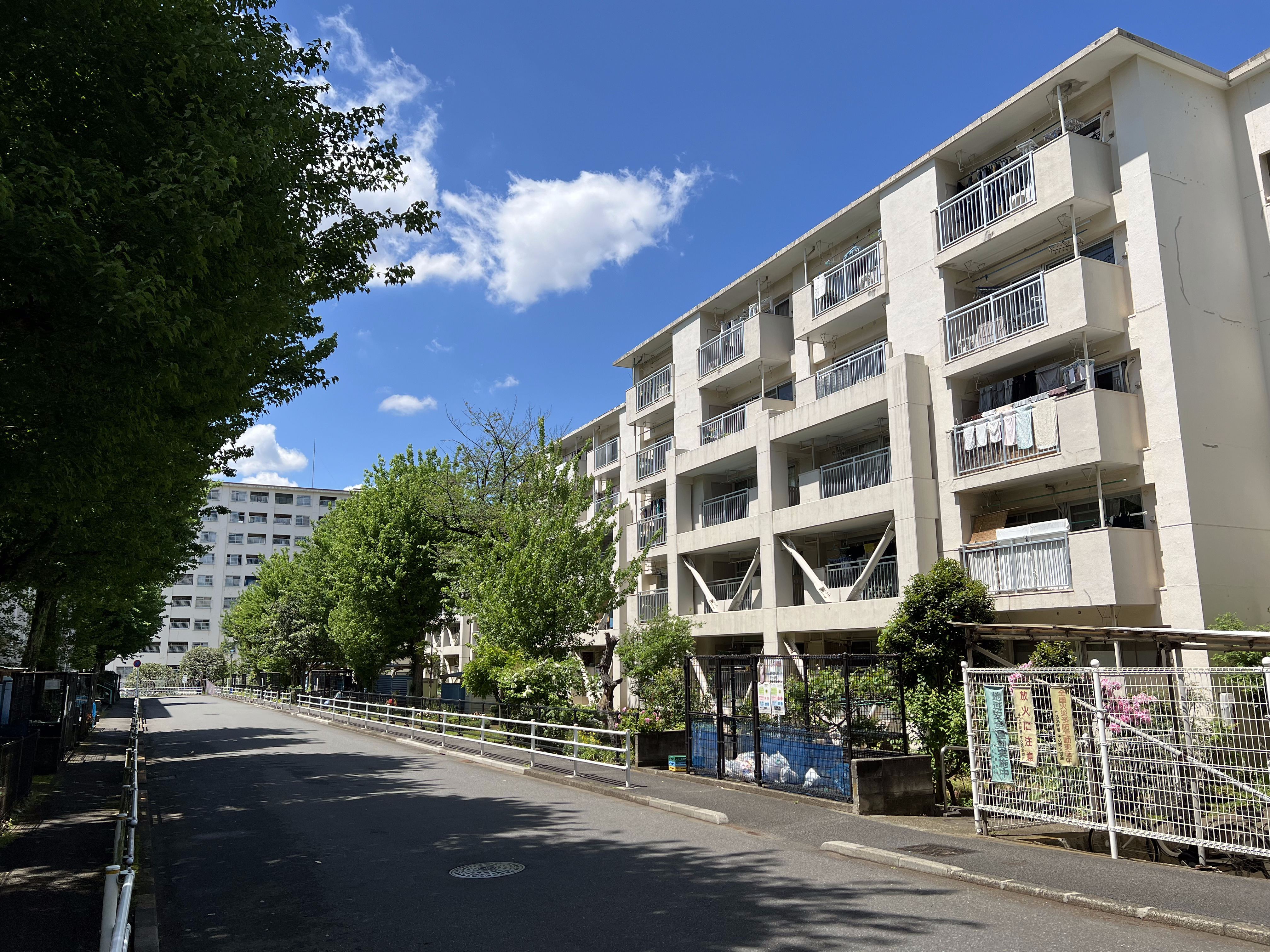
12号棟（手前）、18号棟（奥）
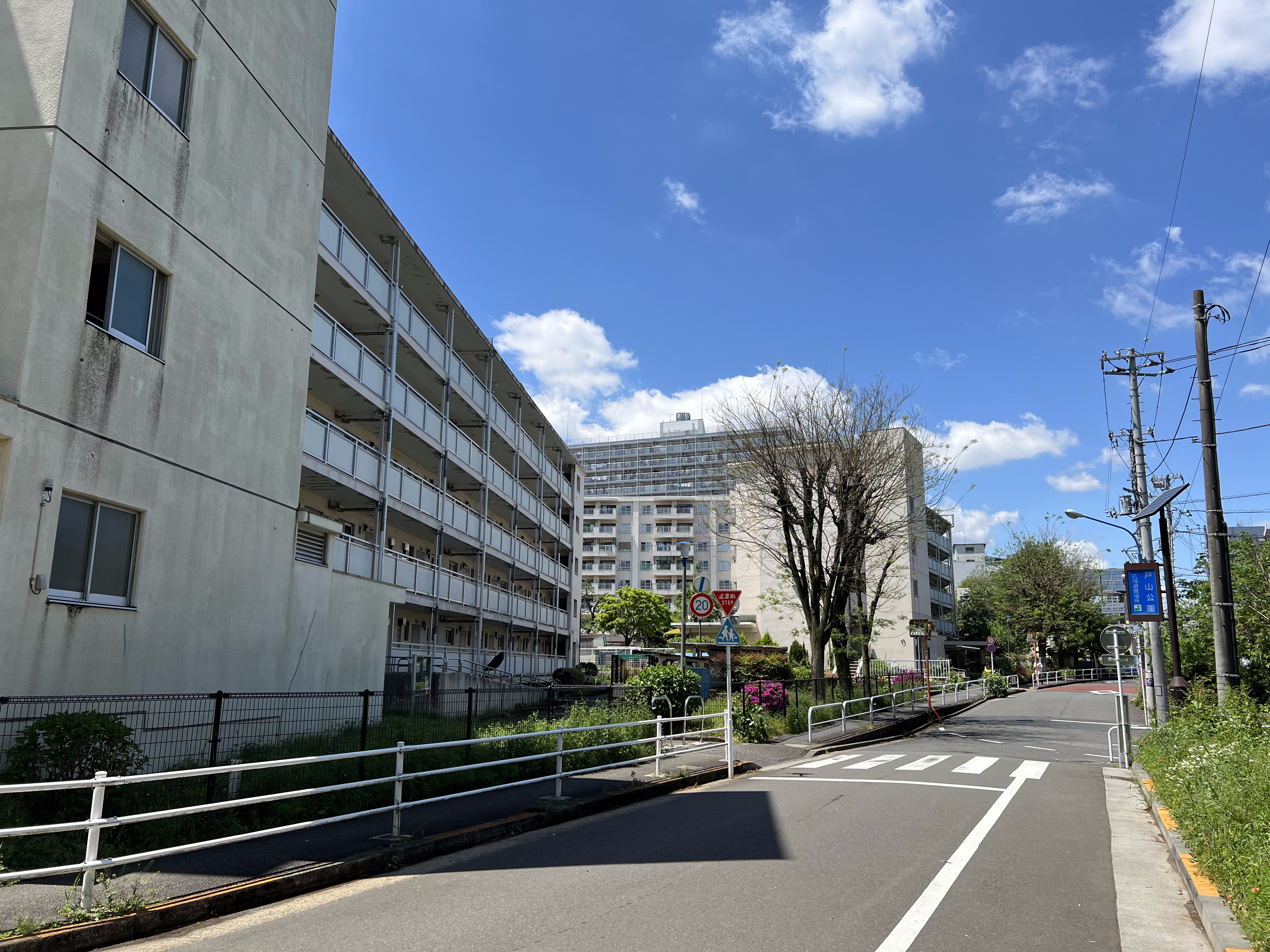
19号棟（左）、26号棟（右）
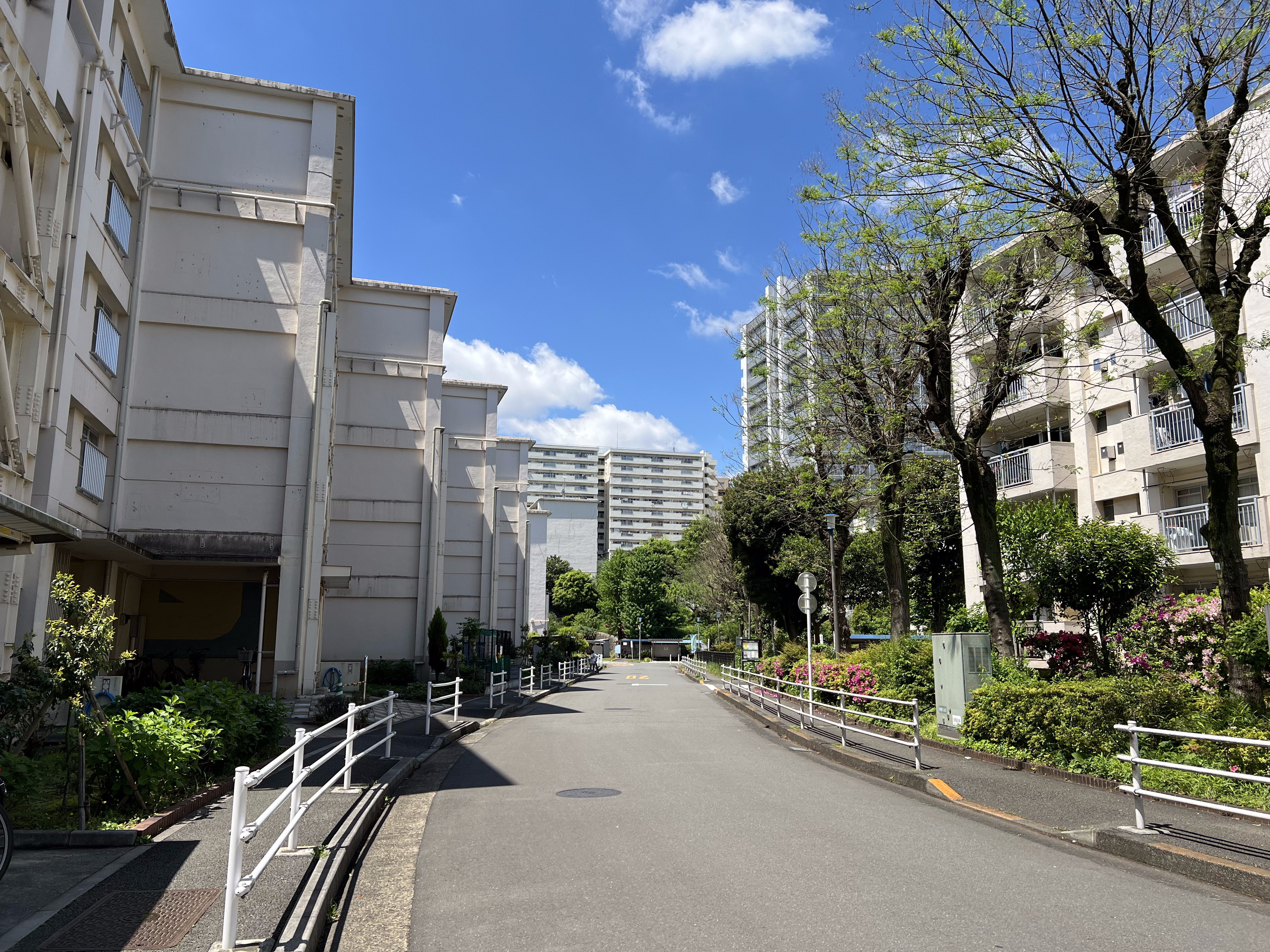
22号棟（左）、21号棟（右）
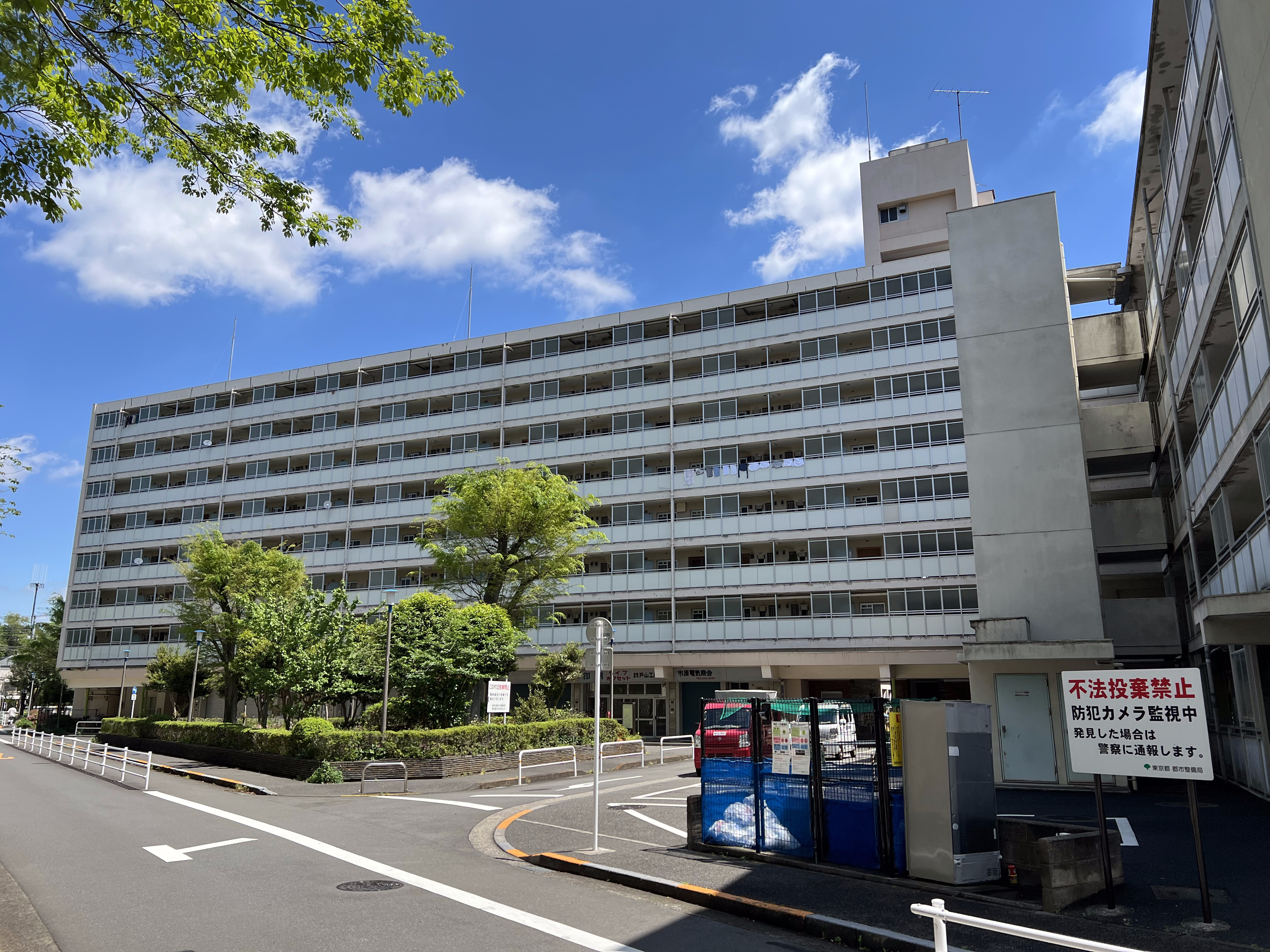
25号棟
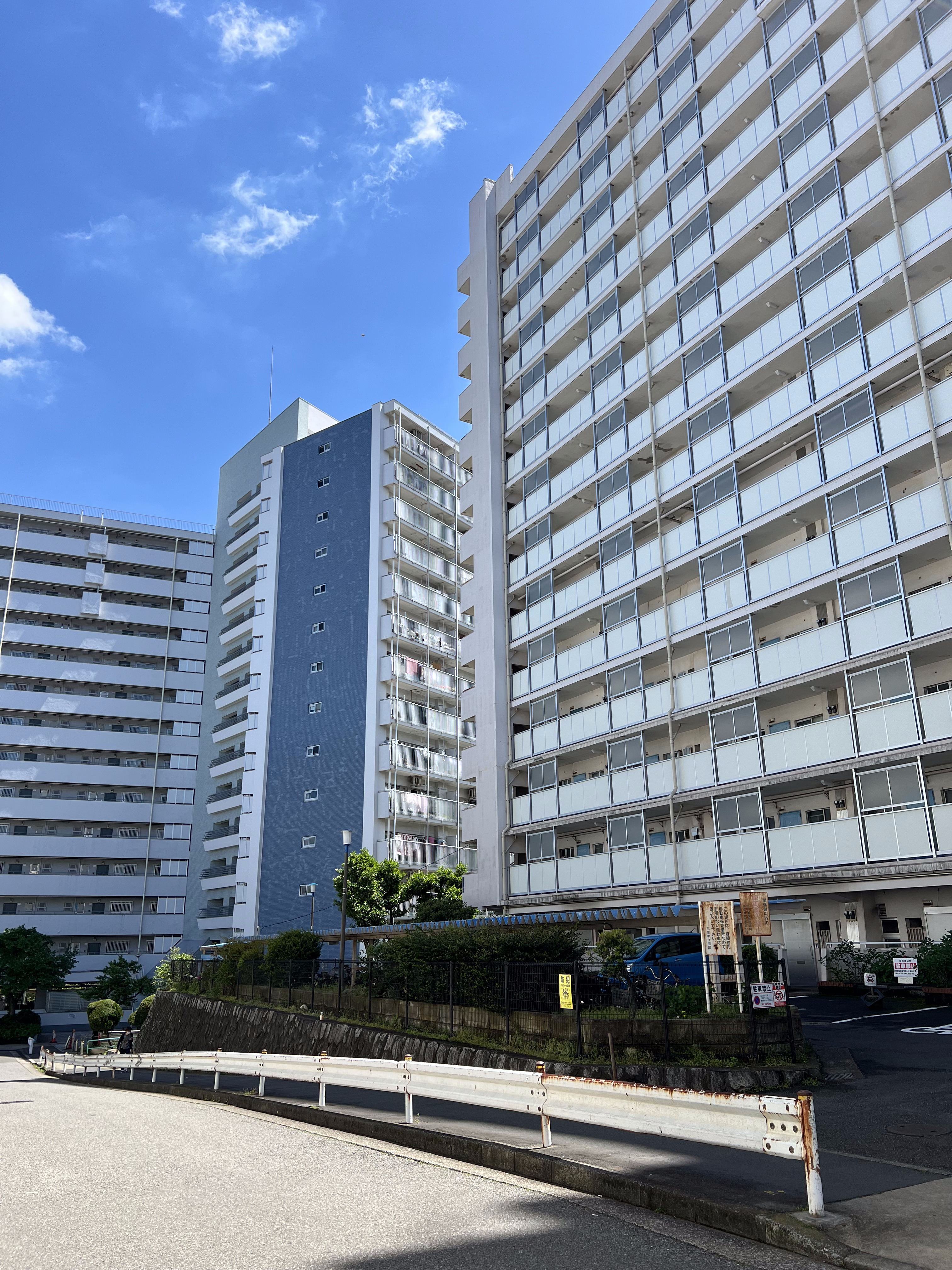
27号棟、28号棟
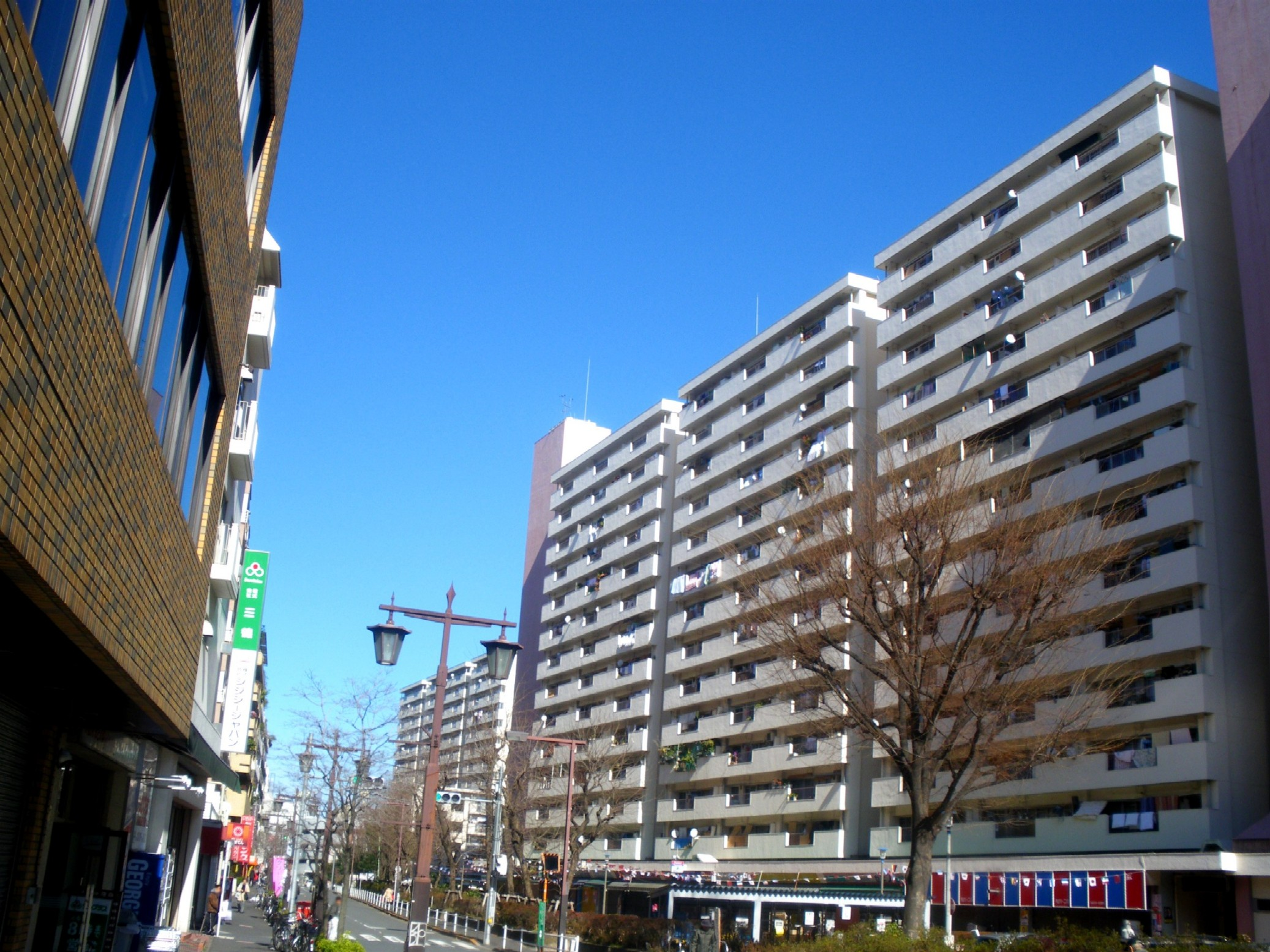
敷地外の公道から（2009年撮影）

## 周囲
- 戸山公園
  - 箱根山 (新宿区)
- 国立国際医療研究センター
- 東京都立戸山高等学校
- 学習院女子大学
- 東京女子医科大学
  - 東京女子医科大学病院
- 早稲田大学（西早稲田キャンパス、戸山キャンパス）

## 交通
鉄道
- 東新宿駅、若松河田駅、西早稲田駅
  - 敷地が広いため、棟によって最寄駅は異なるが、いずれも徒歩10分程度[12]。

路線バス
- 都営バス
  - 新宿駅西口より、宿74・早77系統
  - 大久保駅・新大久保駅より、橋63・飯62系統
  - 高田馬場駅より、高71系統
  - 渋谷駅・池袋駅より、池86系統

## 事件
- 1978年、戸山ハイツの駐車場で自家用車のガラスが次々と割られる事件が発生。犯人は近所の自動車ガラス会社の経営者で、ガラスの売り上げを伸ばす目的で行われたものであった。その後、戸山ハイツの駐車場を管理する住民組合の役員が犯人の家族を脅迫、役員2人が逮捕される事件も生じた[17]。